# Elton Vata
Elton Vata (sinh 13 tháng 4 năm 1998) là một cầu thủ bóng đá Albania thi đấu cho KF Laçi mượn từ Teuta ở vị trí thủ môn.